# Essel
Essel ist eine Gemeinde im niedersächsischen Landkreis Heidekreis und gehört zur Samtgemeinde Schwarmstedt.

## Geografie
Der Hauptort Essel befindet sich am südlichen Ufer der Aller. Durch die Gemeinde verläuft die Autobahn 7.
Die Gemeinde Essel besteht aus vier Ortschaften:
- Essel
- Engehausen
- Stillenhöfen
- Ostenholzer Moor

## Geschichte
Erstmals wurde Essel im Jahre 1251 als Esele erwähnt. Die Überwachung des Esseler Allerübergangs und die Kontrolle der Aller-Schifffahrt übernahmen die drei Herren von Hademstorf. Sie saßen im 14. Jahrhundert auf der Uhlenburg. Die Burg lag in der Allerniederung zwischen Essel und Buchholz (Aller) und wurde 1394 durch die Herzöge von Braunschweig-Lüneburg zerstört. Im Jahr 2001 gab es Feierlichkeiten zum 750-jährigem Bestehen.
Eine weitere Burg befand sich im 13. Jahrhundert beim Ortsteil Engehausen in Form der Blankenburg, aus der sich später ein adeliger Gutshof entwickelte.
Ab 1450 war Essel Sitz einer Amtsvogtei und gehörte mit den angrenzenden Vogteien Fallingbostel, Winsen und Bissendorf zur Großvogtei Celle. Der Großvogt von Donop ließ um 1580 das Amtsgebäude sowie einen Kornspeicher dazu in Essel neu errichten. Das Gebäude ging 1874 in den Besitz von Vollmeier Georg Heinrich Engehausen über. Die Straße am ehemaligen Amtsgebäude ist als „Am Amtshof“ benannt worden.
Im Juli 1968 wurde die Esseler Volksschule nach etwa 300 Jahren geschlossen. Am 25. September 2002 nahm die Gemeinde an dem Wettbewerb „Unser Dorf soll schöner werden – Unser Dorf hat Zukunft“ teil.
Am 1. März 1974 wurde die Gemeinde Engehausen eingegliedert.

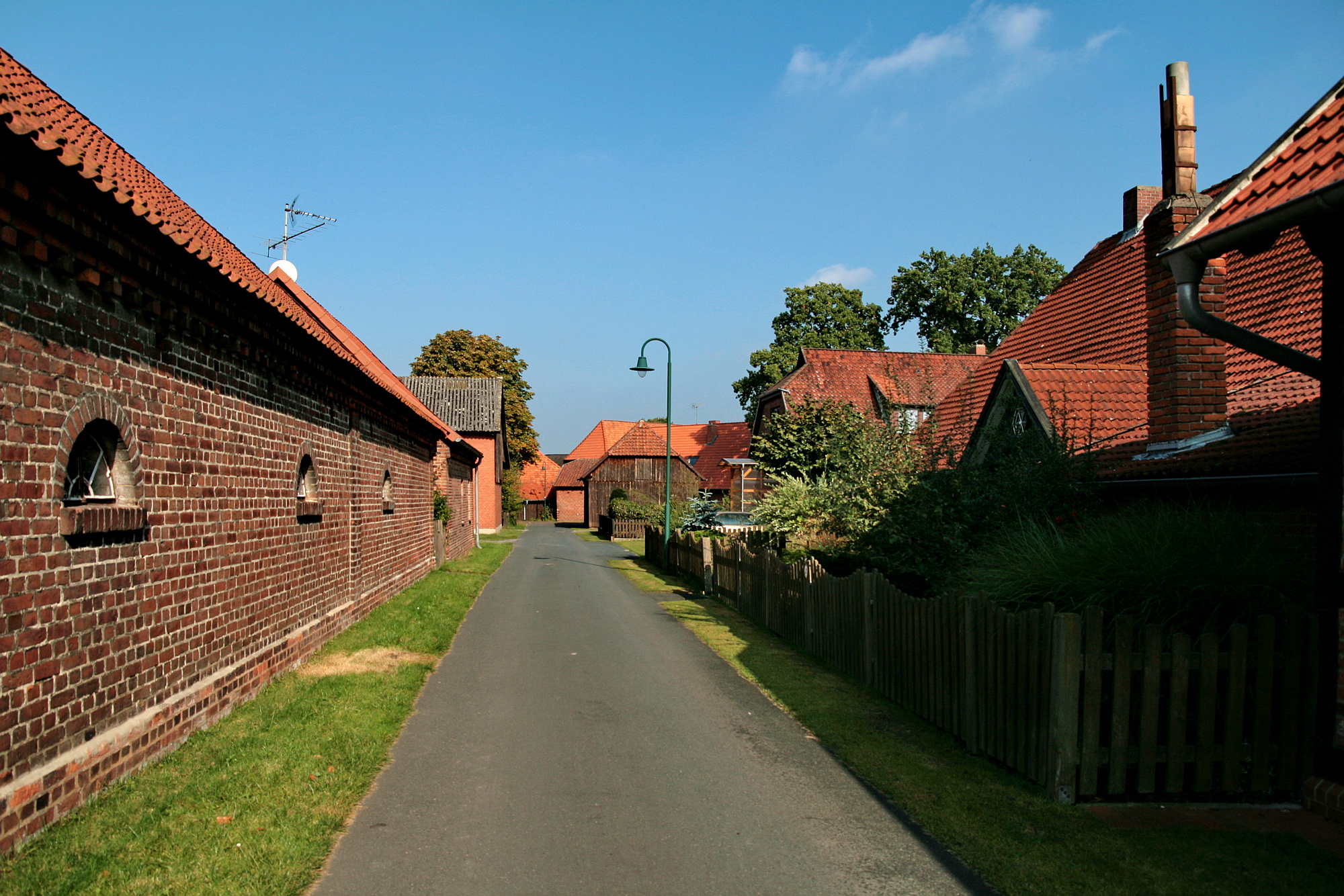
Typisches Ortsbild
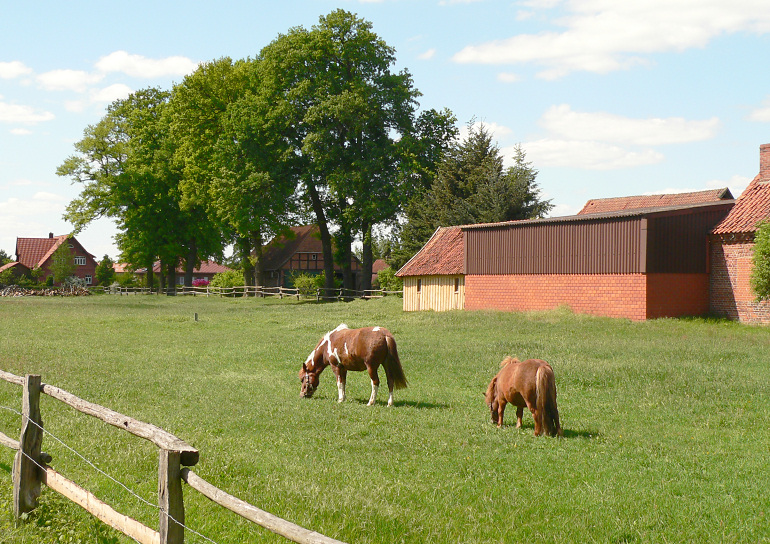
Pferdekoppel im Ort
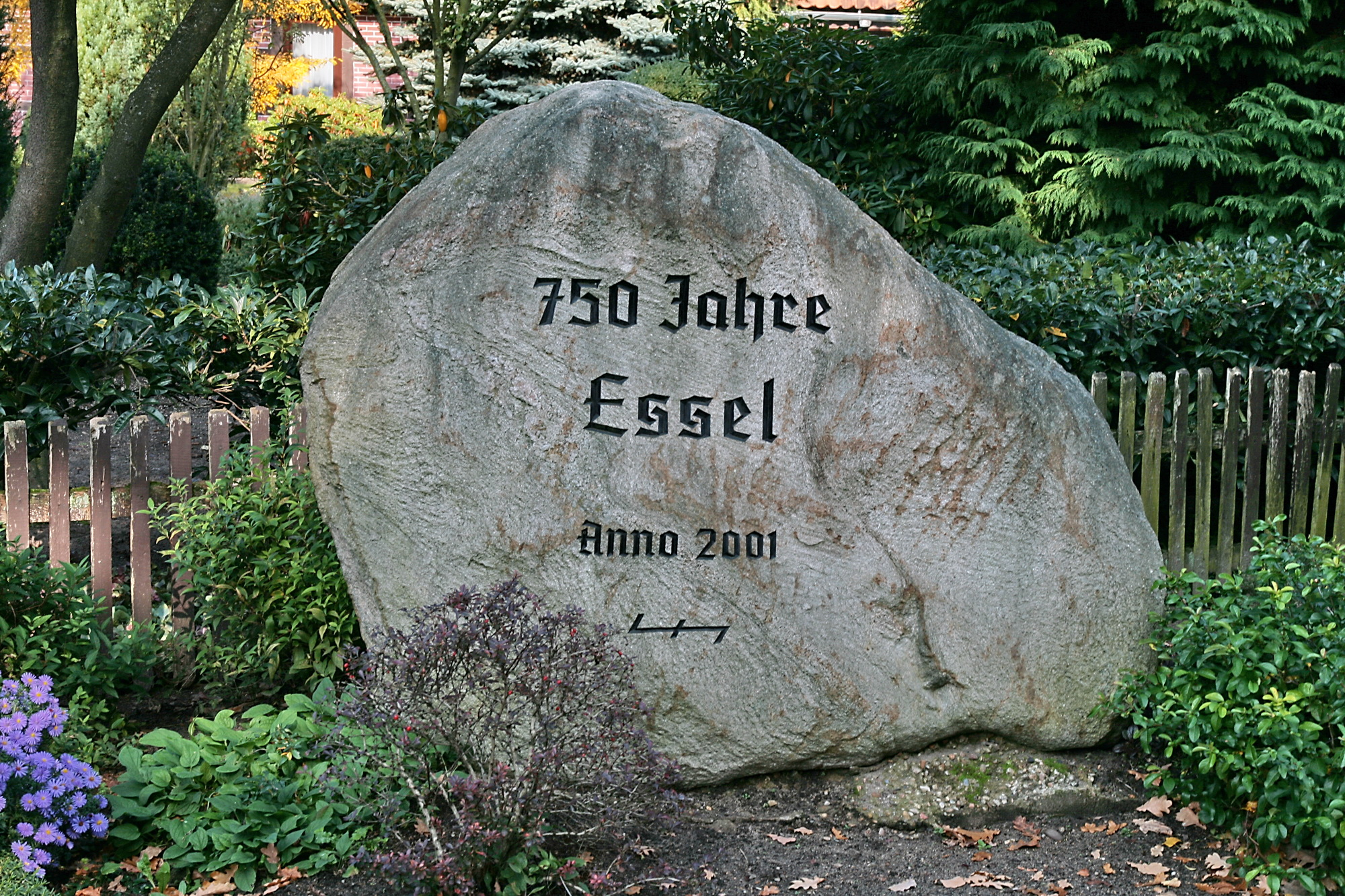
Gedenkstein 750 Jahre Essel
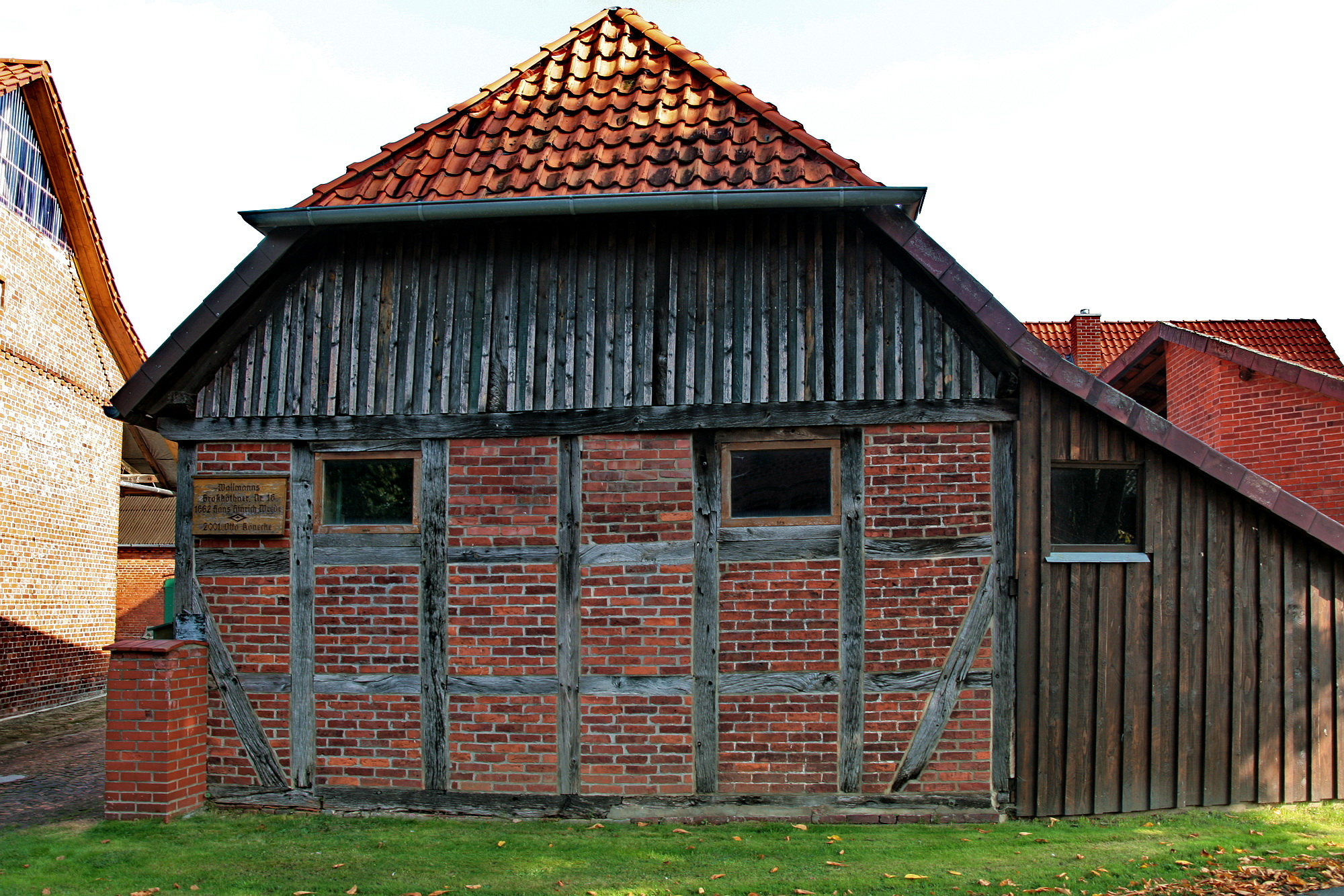
Großköthnerhaus von 1662
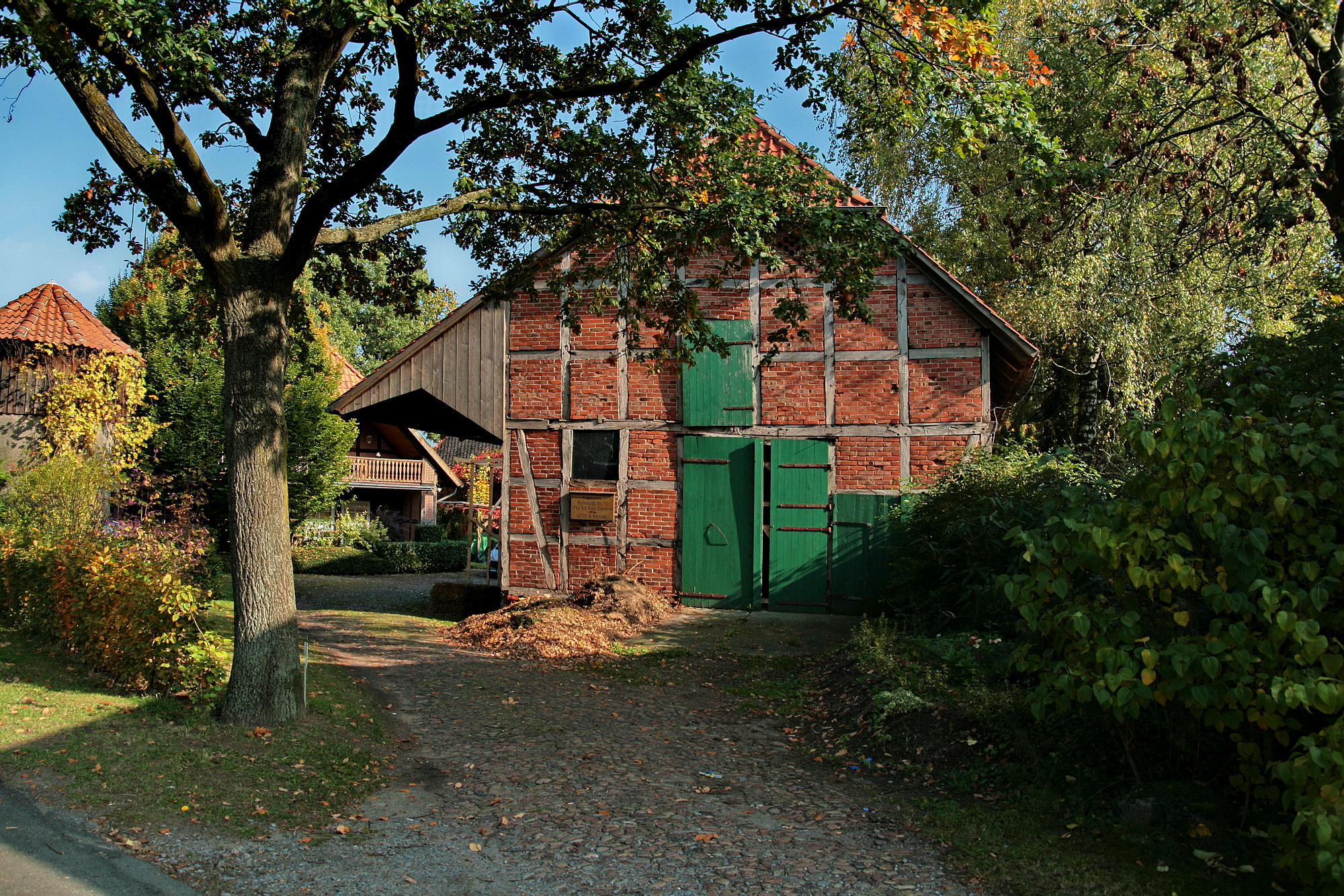
Halbmeyerhaus von 1782
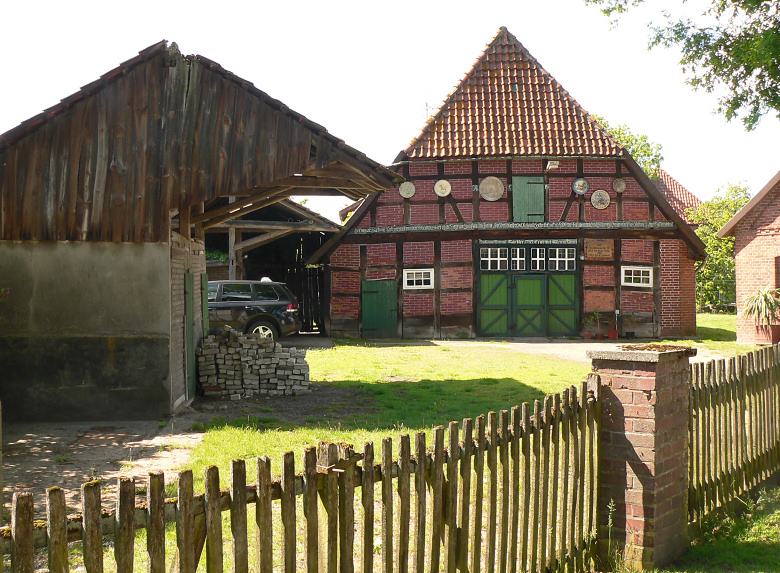
Hof mit Fachhallenhaus von 1782

## Politik

### Gemeinderat
Der Rat der Gemeinde Essel setzt sich aus elf Mitgliedern zusammen. Die Ratsmitglieder werden durch eine Kommunalwahl für jeweils fünf Jahre gewählt.
Bei der Kommunalwahl 2021 ergab sich folgende Sitzverteilung:
| Gemeinderat 2021Insgesamt 11 Sitze - SPD: 4 - UWG: 3 - CDU: 4 |

### Bürgermeister
- Bürgermeister Bernd Block (seit 2006), (CDU)

## Infrastruktur
Durch die Gemeinde verlaufen die Bundesstraße 214 und die Autobahn A 7 (mit Anschlussstelle an der Raststätte Allertal) sowie die Landstraße 190. Im benachbarten Schwarmstedt befindet sich ein Bahnhof mit Verbindung nach Hannover bzw. Hamburg-Harburg. Der ÖPNV wird durch Buslinien abgewickelt.
Die Gemeinde verfügt über einen Kindergarten.
Im Rahmen der „Glasfaser-Initiative Schwarmstedt“ erfolgte 2020/21 der Ausbau von schnellem Internet mit Glasfaser in Essel und im Esseler Wald. Es können damit Bandbreiten bis 1000 MBit/s gebucht werden.